# Armaan Malik
Armaan Malik (Devanāgarī: अर्मान मलिक; 22 de julio de 1995 en Bombay) es un cantante indio nacido en Mumbai y que fue finalista en el evento musical «Sa Re Ga Ma Pa L'il Champs». En este evento de competencia avanzó a la 8ª posición gracias a los votos del público que lo apoyaron. Malik es hijo del cantante y director musical Daboo Malik y sobrino del famoso director musical Anu Malik.
Armaan Malik ha interpretado temas musicales, para más de 100 a 200 anuncios publicitarios y cerca de 15 películas como Bhootnath, Rakta Charitra, Chain Kulii Ki Main Kulii, Taare Zameen Par, Chillar Party y entre otros.
También participó en un doblaje con la colaboración de su voz, para interpretar el personaje de Salim en la versión radiofónica de «Slumdog Millionaire», para la cadena BBC Radio 1.
Ha sido uno de los activistas de la música clásica indostánica, por cerca de 10 años a partir de Qadir Khan, Ghulam Mustafa (hijo de Padmashree, un receptor de Ustad Ghulam Mustafa Khan Sahab, un renombrado maestro de música clásica y cantante de playback o reproducción).
Ha estudiado en la Escuela Jamnabai Narsee y también ha sido premiado con una beca completa, matriculado en el Berkley College of Music de Boston.